# Зайцево (Таштагольський район)
За́йцево (рос. Зайцево) — селище у складі Таштагольського району Кемеровської області, Росія. Входить до складу Коуринського сільського поселення.

## Населення
Населення — 28 осіб (2010; 30 у 2002).
Національний склад (станом на 2002 рік):
- росіяни — 100 %